# Pośrednica (Masyw Śnieżnika)
Pośrednica (niem. Mittelberg, 569 m n.p.m.) – wzniesienie w południowo-zachodniej Polsce w Sudetach Wschodnich, w Masywie Śnieżnika – Krowiarkach.

## Położenie
Wzniesienie, położone w Sudetach Wschodnich, w północno-wschodniej części Masywu Śnieżnika, w grzbiecie Krowiarek odchodzącym ku północnemu wschodowi od Przełęczy Puchaczówka. Leży w grzbiecie Krowiarek ciągnącym się od Chłopka ku północnemu wschodowi, poprzez Kuźnicze Góry po Siedlicę i Dzielec. Jest środkowym wzniesieniem Kuźniczych Gór, leżącym między Kuźnicą a Kuźniczą Górą. Od południowego wschodu opada do doliny Białej Lądeckiej.

## Budowa geologiczna
Wzniesienie zbudowane ze skał metamorficznych należących do metamorfiku Lądka i Śnieżnika, głównie gnejsów, jedynie na zachód od szczytu występują  łupki łyszczykowe serii strońskiej.

## Roślinność
Wzniesienie porasta las mieszany regla dolnego z łąkami i polami uprawnymi poniżej.